# Pat Mombili
Pat Mombili est auteur de bande dessinée et peintre  congolais, né le 14 avril 1972 à Kinshasa,.